# Das asthenische Syndrom
Das asthenische Syndrom ist ein Film der Wahlukrainerin Kira Muratowa, er gilt als Meilenstein in ihrer künstlerischen Biografie. Die Tragikomödie der Regisseurin, die seit den 1960er-Jahren in Odessa unter Vertrag stand und alle ihre Werke bis auf eine Ausnahme dort drehte, wurde als letzter sowjetischer und erster postsowjetischer Film bezeichnet. Trotz Perestroika bremste die staatliche Goskino Астенический синдром 1989 zunächst aus. Erst, nachdem eine geschmuggelte Kopie bei der Berlinale 1990 gezeigt und mit einem Silbernen Bären ausgezeichnet worden war, wurde Das asthenische Syndrom einem breiteren Publikum zugänglich und in den Folgejahren auch international als Autorenfilm wahrgenommen. In der 2019 von der BBC veröffentlichten Aufstellung The 100 Greatest Films Directed by Women belegte das Werk Platz 48, im Jahr 2021 wurde es unter insgesamt acht Beiträgen der Regisseurin zur Liste der 100 besten Filme in der Geschichte des ukrainischen Kinos auf Platz sechs der Gesamtheit gereiht.

## Handlung
Die Hauptfigur kommt vom Begräbnis ihres Gatten. Sie scheint in einem Zustand großer Verzweiflung und Wut, und ihre Ausbrüche verbaler Aggression treffen willkürliche Adressaten. Sie kündigt ihre Stelle als Ärztin in einem Krankenhaus, auch dem Vorgesetzten gegenüber tritt sie ungehalten auf. Zwei Mal spricht sie Zufallsbegegnungen auf Sex an, einen bereitwilligen Betrunkenen schickt sie wieder weg, nackt. Schlussendlich fasst sie sich wieder, und ein Fremder nimmt sich ihrer ramponierten Erscheinung an. 
Nach circa 40 Minuten erweist sich das zuvor Gezeigte als Film im Film. Im Anschluss an dessen Vorführung in Anwesenheit der Hauptdarstellerin ist ein Publikumsgespräch vorgesehen, die potentiellen Diskutanten jedoch drängen aus dem Saal. Das weckt die männliche Hauptfigur – auch er, der während des Films eingenickt war, bricht auf. In der überfüllten U-Bahn schläft er erneut ein, später, im Schulgebäude, wo er unterrichtet, noch einmal. Der offensichtliche Narkoleptiker kommt in stationäre, psychiatrische Behandlung. Dort gewinnt er den Eindruck, dass die Patienten nicht verrückter sind als die Menschen außerhalb der Anstalt. Nach seiner Entlassung übermannt ihn während einer U-Bahnfahrt wieder der Schlummer. Der leere Waggon fährt mit dem Schlafenden in einen dunklen Tunnel ein.

## Auszeichnungen
Internationale Filmfestspiele Berlin
- 1990: Silberner Bär, Spezialpreis der Jury[8]

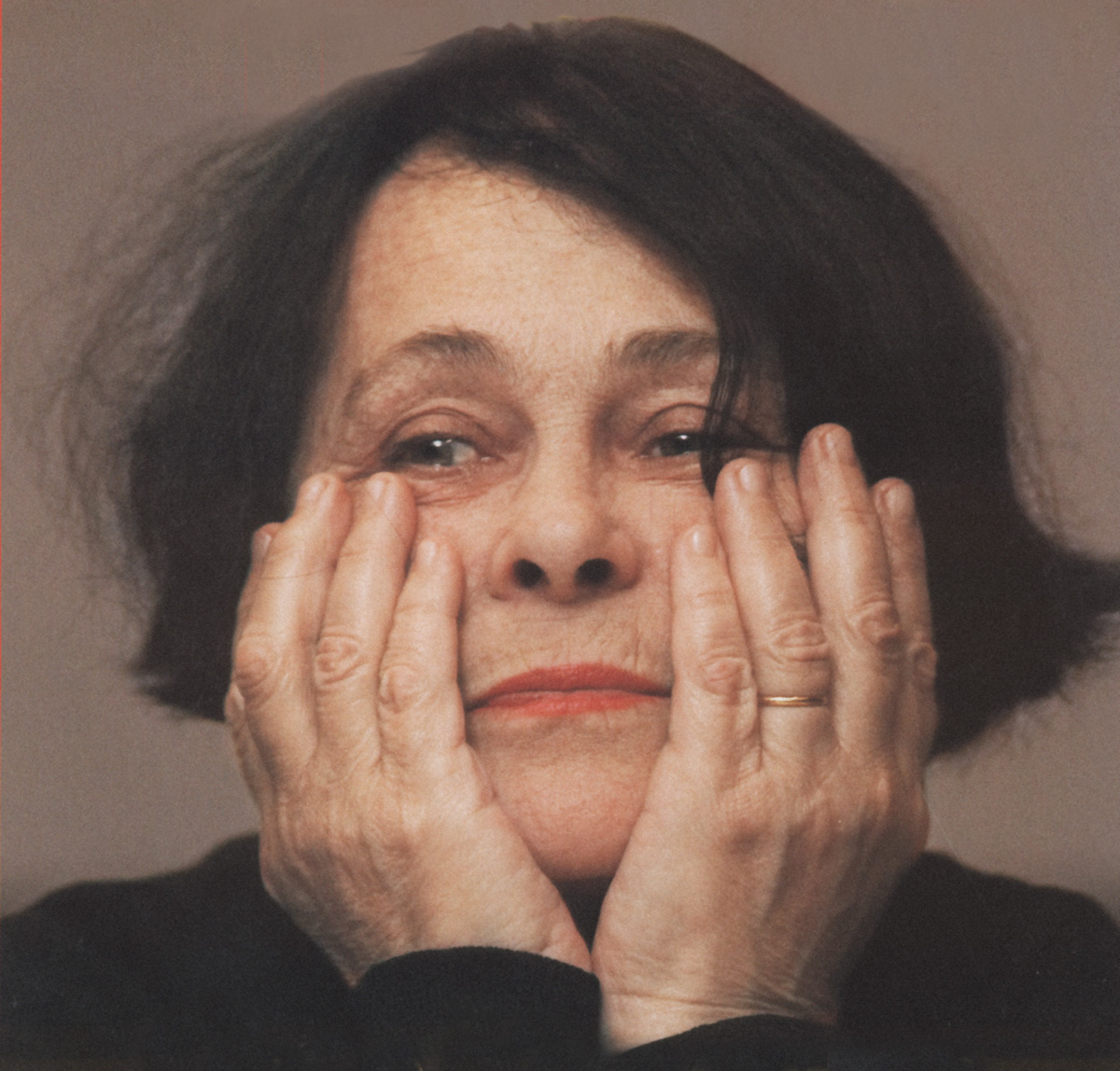
Kira Muratowa

Nika Award
- 1991: Bester Film[9]

## Produktion
Das asthenische Syndrom war der sechste Film, den Muratowa drehte. Nach Jane A. Taubman basierte der erste Teil auf einem Script, das die Regisseurin in den 1970er Jahren geschrieben hatte, während der zweite Teil von Serhij Popow stammte, der dann im Film die Rolle des Lehrers Nikolai übernahm. Ein dritter Autor, Oleksandr Tschornych, steuerte die Verbindung der beiden Teile bei, und auch den Titel, der den Namen eines Krankheitsbildes – Asthenische Persönlichkeitsstörung – aufgreift. Erst im Arbeitsprozess, während der Dreharbeiten und beim Schnitt, erhielt der Film sein Gesicht, und die gültige Fassung unterschied sich deutlich von jenem Drehbuch, um dessen Bewilligung Muratowa 1988 angesucht hatte. Im Interview mit Isa Willinger betonte die Regisseurin die Rolle des Zufalls bei den Dreharbeiten: Die Rolle der Mascha etwa sei nicht von vornherein als eine gespaltene konzipiert, sondern mit Natalija Busko besetzt gewesen. Plötzlich tauchte ein Mädchen auf (“not completely a lunatic, but psychically a little strange”) und wollte gern im Film mitspielen. Muratowa mochte die junge Frau, in mehrfacher Hinsicht, also teilte sie die Rolle entzwei, was Folgen auch für weitere „gespaltene Charaktere“ hatte: “Had she not appeared, there would have been only one. After that, we've split characters in half a bunch of times.” Viele Szenen im Film haben dokumentarischen Charakter, Muratowa und Walentyna Olijnyk (Schnitt) montierten etliches Material mit Menschen, die erst durch die Anwesenheit der Kamera zu Laiendarstellern geworden waren. 
Kira Muratowas Partner, Ewhenyj Holubenko, mit dem die Regisseurin in den folgenden Jahren kontinuierlich arbeitete, war bei Das asthenische Syndrom erstmals als Produktionsdesigner beteiligt. 
Muratowa reichte Астенический синдром im Oktober 1989 beim Staatlichen Komitee für Cinematographie, welches in den 1970er Jahren fast zehn Jahre Berufsverbot über sie verhängt hatte, ein. Dort zögerte man, den Film freizugeben, laut Matthew McWilliams “not because of its full-frontal nudity, but rather because of the unprecedented profanity in its final scene”. Besagte Profanheit bestand darin, dass eine gut gekleidete Frau langanhaltend Derbheiten in Mat ausstieß. Nachdem die Produzenten mit Erfolg hasardiert hatten und Das asthenische Syndrom in Berlin mit einem Silbernen Bären ausgezeichnet worden war – zudem habe die progressive Presse interveniert –, zog man nach: Der Film wurde zunächst für den „eingeschränkten Vertrieb“ freigegeben und durfte somit in kleinen Kino-Clubs gezeigt werden, deren Vorstellungen allerdings eingebettet sein sollten in Vorträge von Soziologen oder Filmkritikern. 1991 wurde der Film auch in Moskau ausgezeichnet. Bereits im Mai desselben Jahres wurde er im MoMA in New York gezeigt, in der Reihe N. B. (Nota Bene), „a format which allows films of special interest to be presented within a flexible schedule“. Der Kurztext zur Ankündigung lautete: „Banned in the Soviet Union, the film is a scathing attack on the Soviet system, told through the story of a middle-aged schoolteacher suffering from black melancholia.“ Das Lexikon des internationalen Films / Filmdienst nennt für Das asthenische Syndrom den 18. April 1991 als Datum der Erstaufführung, als Verleih ist prokino angeführt.

## Stil
Der erste Teil des Films ist in Schwarz-Weiß, der zweite in Farbe gehalten. Zudem forciert Das asthenische Syndrom jene collagenhafte Filmsprache, die rückblickend als kennzeichnend für das Gesamtwerk Murakowas betrachtet wird. Der Film bricht mit cinematografischen Konventionen, Match Cut und Achsensprung kommen zum Einsatz. Bemerkenswert erschien der Kritik auch Muratowas Umgang mit Ton: Der Film nutze “asynchronous audio, moments of jarring dissonance, and frequently overlapping dialogue”. Daraus ergebe sich weniger ein “reality effect” à la Robert Altman, sondern vielmehr eine akustische Veranschaulichung der Atomisierung der Gesellschaft (“atomization of society”), in der Menschen aneinander vorbei sprechen und leben – weniger ‘Dialog’ als eine Serie von Monologen, weniger Kommunikation als das Begehr nach Anerkennung und Bestätigung. Am meisten herausfordernd für den Betrachter sei, dass die Erzählung (“narrative”, im Sinne eines kohärenten Plots) nicht das bestimmende Prinzip des Films sei. Dieser sei vielmehr aufgesplittert in eine Reihe lose verbundener Vignetten, und das noch dazu ohne Fokus auf ein Individuum. Diese Struktur ermögliche eine breitere Repräsentation von Gesellschaft als herkömmlich strukturierte Filme. Der Wechsel von eher erzählendem Stil zu “a contemporary, avant-garde one” wurde als passend zu den gesellschaftlichen Veränderungen der Entstehungszeit des Films, die radikale Ästhetik als abgestimmt auf die historischen Umbrüche betrachtet.

## Rezeption
1990 überlieferte Die Tageszeitung den Bericht einer sowjetischen Filmkritikerin über Reaktionen auf eine nichtöffentliche Vorführung des Films in der UdSSR. Jewgenija Tirdatowa selbst äußerte sich positiv: Sie zählte Das asthenische Syndrom gerade als Werk, das „eine trostlose Diagnose stellt – die Gesellschaft ist krank, müde und völlig erschöpft“, zu jenen „bedeutenden Filmen“, von denen sich gute Perspektiven für das sowjetische Kino erhoffen ließen. Bevor die Preise der Berlinale vergeben wurden, schrieb Christiane Peitz, Das asthenische Syndrom gehöre „zu der Sorte Film, in dem die Kritiker schlafen und hinterher schreiben, das sei große Kunst“. „Verkitschter Tiefsinn“ lautete die Überschrift der Besprechung von Peter Lau im Januar 1991. Das asthenische Syndrom kopiere „Klischees der keinbürgerlichen Hochkultur“ und sei „langweilig“. Auch die Kurzkritik des Filmdienst fiel reserviert aus. Zwar wurde das Werk als „künstlerisch hochstehender, anspruchsvoller Film“ eingestuft, einschränkend wurde jedoch der „abgrundtiefe Pessimismus“ angeführt, der alle Bilder einfärbe. Zudem wirke „die ständige Wiederholung von gleichen Aussagen ermüdend“.
In den USA betrachtete Jonathan Rosenbaum Das asthenische Syndrom 2005 als “a great movie [...], but not a pleasant or an easy one”. Zu Recht sei der Film als “masterpiece of glasnost cinema” bezeichnet worden. Das tragikomische Epos sage viel über den Zustand des postkommunistischen Russland, aber auch allgemeiner über die Dämonen der heutigen Welt.
2013 fand die erste Gesamtschau von Muratowas Filmen außerhalb von Russland und der Ukraine in Rotterdam statt. Die Bilder von Das asthenische Syndrom, „voll von Aggression und Apathie“, wurden als typisch für eine Ära am Wendepunkt einer Revolution bezeichnet. Als Vergleich für die Konstruktion des Films zog man Das wohltemperierte Klavier heran.
Anlässlich des Todes von Kira Muratowa im Juni 2018 fand Das asthenische Syndrom in den Nachrufen auf die Regisseurin prominent Erwähnung: Als “extraordinarily original film” bezeichnete The Guardian das Werk im Eingangssatz der posthumen Würdigung. Der Tagesspiegel erinnerte an den Preis, den die „collagenhafte Gesellschaftsstudie“ bei der Berlinale erhalten hatte. Die Erfahrungen der Regisseurin mit Drehverboten, so die Zeitung, seien in diesen Film mit eingeflossen, „auf verstörende Weise“ habe Muratowa „Zerfall, Verwirrung und Apathie in ihrer sowjetischen Heimat“ thematisiert, „in einer Art Psychopathologie des Landes“. Im selben Jahr kam Women Make Film. A New Road Movie Through Cinema heraus: Die 840 Minuten lange britische Dokumentation, die weibliches Filmschaffen in 40 Kapiteln präsentiert und analysiert, behandelt Das asthenische Syndrom in den Abschnitten “Journey”, “Gear Change”, “Horror and Hell”, “Tension” und “Stasis”.
Zur Retrospektive im Filmmuseum in Wien 2019 schrieb Der Standard, Das asthenische Syndrom sei „so etwas wie der letzte Film der Sowjetunion, ein Stück "Chernukha" – ein pechschwarzes gesellschaftliches Mosaik, im Blick auf die Gefälle allerdings weniger naturalistisch denn von Gogol’scher Lust an grotesker Zeichnung getrieben“. Die französische Tageszeitung Libération meinte zur Retrospektive beim Filmfestival von La Rochelle im selben Jahr, der Film sei Muratowas schwärzester, mit seiner formaler Erfindungskraft und seinem Witz verweigere er jegliche «complaisance». 2020 formulierte Catherine Silberschmidt zur Kira-Muratowa-Reihe im Filmpodium in Zürich, in Das asthenische Syndrom werde die in frühen Filmen der Regisseurin fast liebevoll wirkende Kritik am System zur brachialen Satire: „Da machen sich Frauen hämisch über den Staatsliteraten der UdSSR, Leo Tolstoi, lustig, es folgt eine Szene von Tierquälerei – ein wiederkehrendes Motiv. Als eine «lustvolle Pervertierung der filmischen Konventionen des sozialen Realismus» bezeichnet der russische Filmhistoriker Andrej Plakhow dieses apokalyptisch wirkende Werk. Das Publikum wird einerseits desorientiert, andererseits über körperliche, sinnliche oder affektive Momente einbezogen.“ Das Women Make Waves International Film Festival in Taiwan zeigte Das asthenische Syndrom im Rahmen der Reihe Master in Focus, die 2021 Kira Muratowa gewidmet war. Die Veranstalter hoben die “polyphonic elements and absurdist tableaus” des Films hervor.
Beim Internationalen Symposium “People don’t like to look at this…” The Cinema of Kira Muratova (Mai und September 2021) war Das asthenische Syndrom Gegenstand von Vorträgen: Sandra Joy Russell (University of Massachusetts Amherst) untersuchte den Film im Kontext von Cinematic Dissonance and the Anti-Erotic Body: Kira Muratova’s Last Soviet Films, Dragan Batančev (Concordia University Montreal) unter dem Aspekt von Posthuman Passions. On Muratova’s Concept of Horsehood.